# Rhedanz-Insel
Die Rhedanz-Insel (oder Rehdanz-Insel) war eine Insel in der Malapane im Ort Malapane (Ozimek) in Oberschlesien. Benannt wurde die Insel nach Oberforstmeister Johann Georg Rhedanz (1695–1765), der Mitte des 18. Jahrhunderts die Hütte zu Malapane erbauen ließ. Auf der Rhedanz-Insel befand sich der Malapaner Hüttenpark mit mehreren Denkmälern, die von der Geschichte des Hüttenwerks zeugten.

## Geschichte
Auf der in der Nähe zur Königlichen Hütte Malapane gelegenen Insel wurde 1803 durch die Initiative von Oberinspektor Franz Moritz ein Park angelegt.
Im Hüttenpark befanden sich mehrere Denkmäler, u. a. ein Denkmal für Rhedanz und ein Denkmal mit Säule zur Feier des 150-jährigen Bestehens der Königlichen Eisenhütte in Malapane, und ein Schießhaus. Heute ist der Seitenarm der Malapane trockengelegt.
Das Rhedanz-Denkmal wurde auf Befehl des Grafen Friedrich Wilhelm von Reden errichtet. Es wurde 1801 fertiggestellt. Die Inschrift auf dem Denkmal lautete auf der Vorderseite: „Dem Johann Georg Rehdanz, Ober-Forstmeister für Schlesien von 1753 bis 1765.“ Auf der Rückseite: „Dem Andenken des Mannes welchen Friedrich II. berief, Oberschlesiens Forst und Hüttenwesen zu gründen. Die Beamten Dieses Geschäftskreise 1837.“
Zwei weitere Denkmäler erinnerten an die Befreiungskriege, eines für die Freiwilligen und eines für die Gefallenen. Das für die Freiwilligen war eine achteckige Säule. An jeder der acht Seiten war jeweils ein Name eingetragen: F. Langosch, L. Fabricius, E. Richter, G. Breustedt, J. Richtarski, F. Chuchul, E. Chuchul und C. Chuchul. Auf der Tafel des Freiwilligendenkmals befand sich die Inschrift: „Mit Gott für König und Vaterland verließen die Denkstein namhaft gemachten 8 Malapaner Beamten das Werk, gingen als Freiwillige zur Armee und pflanzten diese Birken der Nachwelt zum Gedenken. Zwei davon blieben am 16. Oktober 1813 bei Leipzig. Malapane 1863. Die philomatische Gesellschaft in Oppeln.“
Von diesen acht im Jahr 1813 gepflanzten Birken stand 1931 nur noch eine.
Das Ehrenmal für die beiden gefallenen Freiheitskämpfer wurde in Form einer bekränzten eisernen Urne auf einem Eisensockel errichtet. Die Inschrift auf der Vorderseite lautete: „Gustav Breustedt, Lieutnant im Jaeger Detachement des 2. Schlesischen Infanterie Regiment, blieb bei Leipzig d. 16. Octob: 1813.“ Auf der Rückseite: „Eduard Richter, Ober Jaeger Detachement des 2. Schlesischen Infanterie Regiments wurde d. 16. October 1813 bei Leipzig verwundet und starb d. 11. Nov. im Lazareth zu Altenburg.“